# Одинцов Євген Юрійович
Євген Юрійович Одинцов (нар. 23 серпня 1986, Євпаторія, СРСР) — український футболіст, півзахисник кримського клубу «ТСК-Таврія».

## Кар'єра
Кар'єру почав в «Таврії», в якій зіграв лише один матч, вийшовши на заміну 16 червня 2005. У цьому ж матчі він забив гол у матчі луцької «Волині». Наступним клубом став «Хімік» з Красноперекопська, в якому він закріпився в основі і з якого він перейшов у Першу лігу в «Дніпро» з міста Черкаси. Наступним клубом став «Нафтовик», в якому від відіграв два сезони і з якого він перейшов в «Сталь» з Алчевська, з якої він пішов у 2012 році. Незабаром він перейшов у «Полтаву» за яку дебютував 14 липня 2012. По завершенню сезону контракт з футболістом був розірваний. У 2013 році перейшов в донецький «Олімпік», за який дебютував 29 березня 2014, в матчі проти «Буковини», вийшовши на заміну на 70-й хвилині матчу. 9 травня 2014 забив свій перший гол за новий клуб, в матчі проти «Динамо-2».
2016 року був заявлений за клуб «ТСК» з окупованого Росією Кримського півострова.